# Salvia submutica
Salvia submutica là một loài thực vật có hoa trong họ Hoa môi. Loài này được Botsch. & Vved. miêu tả khoa học đầu tiên năm 1954.